# مؤخرة سطح سفينة

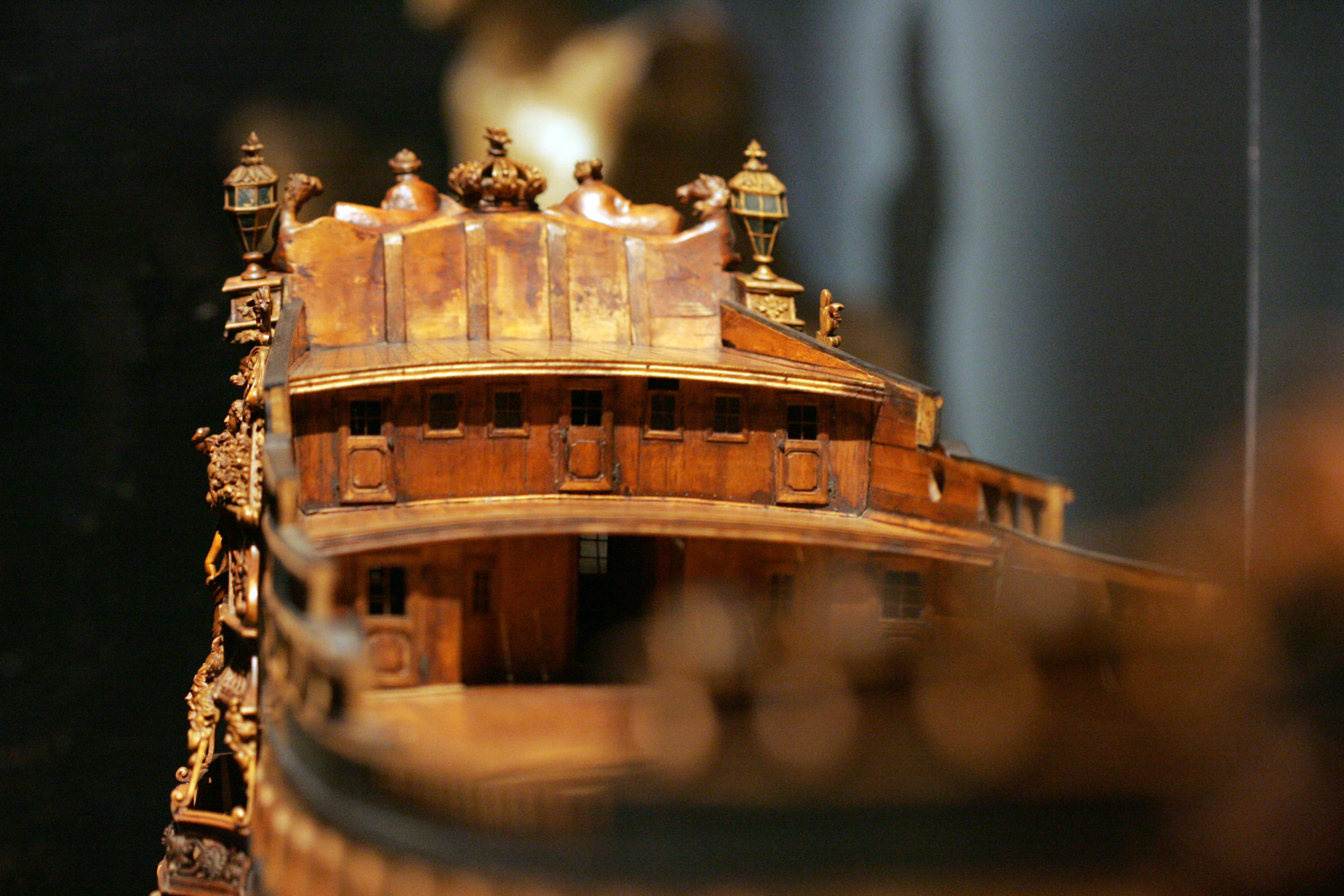
موخرة سطح نموذج سفينة كما تُرى من السلوقية

مؤخرة السطح أو سطح الكوثل أو السطح العلوي الخلفي في العمارة البحرية يشير إلى سطح سفينة الذي يشكل سطح المقصورة المبنية في الخلف وهي جزء من البنية الفوقية للسفينة.